# Сергеј Иљушин
Сергеј Владимирович Иљушин (рус. Сергей Владимирович Ильюушин; Диљалево, 30. март 1894 – Москва, 9. фебруар 1977), совјетски генерал и конструктор авиона који је током три деценије конструисао више од 50 типова авиона. Посебно познат по оклопном јуришном авиону „Ил-2" пројектованог за потребе совјетског ратног ваздухопловства у Другом светском рату. Успешан пројектант авиона, у светским размерама.

## Биографија
Рођен је 30. марта 1894. године, у селу Диљалево у Вологодској губернији. Са 15 година се запослио и радио је као радник у фабрици Јаковљев у Костромској губернији, затим у фабрици Горелина у Иванову, фирми „Осипов“ у Вологди, фабрици „Невски“, „Тентелевски“ и команди аеродрома у Санкт Петербургу. Тада је први пут у своме животу видео авион. Летење и авиони постали су његова основна преокупација и љубав. До Првог светског рата радио је разне послове од возача млека, радника на Амурској железничкој прузи до помоћника машинисте у Балтичком бродоградилишту. У току рата 1915—1916. године, био је подофицир у команди Вологодског војног начелства, да би 1917. године, био прекомандован на место помоћника команданта за технику аеродрома Петроград. У то време полаже испит за пилота у Сверуском Аеро-клубу. Од 1918. до 1919. године, радио је на пословима начелника комуналног предузећа града Вологода. Од маја 1919. до октобра 1921. године, радио је као авио-механичар, комесар покретних авио радионица на Кавказу и Кубану. Од октобра 1921. године, до јуна месеца 1926. године похађа и завршава Ваздухопловну академију Жуковски. У току студирања пројектовао је три једрилице, од којих је последња под називом „Москва“ освојила прву награду на такмичењу у Немачкој. По завршеној академији постављен је за председника авио секције Научног комитета ваздухопловства и ту провео до децембра месеца 1931. године, када прелази за шефа пројектног бироа ЦАГИ. Од 1933. до 1935. године, постаје шеф Централног конструкционог бироа ЦКБ. На месту главног пројектанта авиона проводи од 1935. до 1970. године када због болести иде у пензију. Умро је у Москви 9. фебруар 1977. године и сахрањен на Новодевичнем гробљу.
Цео свој живот Сергеј Владимирович Иљушин је посветио авионима. У току свог радног века радио је на преко 50 пројеката разних летелица. Да је у животу пројектовао само један авион Ил-2, ушао би у историју. Он је био неуморан прегалац, иноватор који се огледао у пројектовању једрилица, војних (бомбардера, јуришника и ловаца) и путничких авиона, са различитим погонским системима. Пројектовањем авиона почиње да се бави 1932. а већ 1936. године, конструисао је двомоторни авион ЦКБ-30, који постиже неколико рекорда.
Најзначајнији пројекти су му у току рата били: јуришни авион Иљушин Ил-2, лаки бомбардер Иљушин Ил-4; јуришни авион Иљушин Ил-10. Након рата је пројектовао путничке авионе који су се користили у цивилном ваздухопловству: Иљушин Ил-12, затим Иљушин Ил-14, Иљушин Ил-18 и Иљушин Ил-62, као и војне авионе на млазни погон четворомоторни бомбардер Иљушин Ил-22 и двомоторни бомбардер Иљушин Ил-28. Нажалост на почетку пројекта авиона Иљушин Ил-76 Сергеј Владимирович Иљушин је због болести морао да напусти посао којим се бавио целог живота. Иза себе је оставио значајне радне резултате и бројне обучене сараднике (који су названи Иљушинци), a који су наставили да раде на познатој фамилији авиона Иљушин.

## Галерија слика
- Јуришник Ил-2 Штурмовик
- Бомбардер и торпедни бомбардер Ил-4
- Јуришник Ил-10
- Први Иљушинов млазни авион бомбардер Ил-22
- Бомбардер Ил-28
- Транспортни авион Ил-12
- Путнички авион Ил-14
- Путнички авион Ил-18
- Путнички авион Ил-62
- Транспортни авион Ил-76TD

## Преглед дела пројеката авиона Сергеја Владимировича Иљушина
| Назив авиона       | НАТО ознака     | Година                              | Намена авиона                                           |
| ------------------ | --------------- | ----------------------------------- | ------------------------------------------------------- |
| ДБ-3               | -               | 1936.                               | тешки бомбардер                                         |
| Иљушин Ил-1        | -               | 1943.                               | тешки ловац                                             |
| Иљушин Ил-2        | Bark            | 1940.                               | јуришни бомбардер                                       |
| Иљушин Ил-4        | Bob             | 1939.                               | тешки бомбардер                                         |
| Иљушин Ил-6        | -               | 1943.                               | бомбардер дугог домета                                  |
| Иљушин Ил-8        | -               | 1943.                               | тешки бомбардер                                         |
| Иљушин Ил-10       | Beast           | 1944.                               | јуришни бомбардер                                       |
| Иљушин Ил-12       | Coach           | 1945.                               | средње линијски путнички авион                          |
| Иљушин Ил-14       | Crate           | 1950.                               | средње линијски путнички авион                          |
| Иљушин Ил-16       | -               | 1945.                               | јуришни бомбардер                                       |
| Иљушин Ил-18с Аш73 | Clam            | 1946.                               | дуго линијски путнички авион (са клипним моторима)      |
| Иљушин Ил-18       | Coot            | 1957.                               | дуго линијски путнички авион (са турбоелисним моторима) |
| Иљушин Ил-20       | -               | 1948.                               | јуришни бомбардер (експериментални)                     |
| Иљушин Ил-20       | Coot-A          | 1968.                               | авион за против електронско ратовање                    |
| Иљушин Ил-22       | -               | 1947.                               | тактички бомбардер                                      |
| Иљушин Ил-24       | -               | 1983.                               | извиђач                                                 |
| Иљушин Ил-28       | Beagle / Mascot | 1948.                               | тактички бомбардер                                      |
| Иљушин Ил-30       | -               | 1949.                               | тактички бомбардер                                      |
| Иљушин Ил-32       | -               | 1948.                               | десантна једрилица                                      |
| Иљушин Ил-38       | May             | 1961.                               | против подморнички патролни авион                       |
| Иљушин Ил-40       | Brawny          | 1953.                               | јуришни бомбардер                                       |
| Иљушин Ил-42       | -               | 1967.                               | јуришни бомбардер                                       |
| Иљушин Ил-46       | -               | 1952.                               | тактички бомбардер                                      |
| Иљушин Ил-54       | Blowlamp        | 1955.                               | средњи бомбардер                                        |
| Иљушин Ил-62       | Classic         | 1963./1969.                         | дуго линијски путнички авион (са турбомлазним моторима) |
| Иљушин Ил-76       | Candid          | 1971./1978./1981./1982./1995./2006. | средњи линијски транспортни/путнички авион              |

## Државне награде
- троструки херој социјалистичког рада 1941, 1957 и 1974. године,
- седмоструки добитник Стаљинове награде 1941, 1942, 1943, 1946, 1947, 1950 и 1952. године,
- добитник Лењинове награде 1960. године,
- добитник Државне награде Совјетског Савеза 1971. године,

## Одликовања
- осмоструки носилац ордена Лењина 1937, 1941, 2x 1945, 1954, 1964, 1971 и 1974. године,
- орден Окробарске револуције 1969. године,
- двоструки носилац ордена Црвене заставе 1944 и 1950. године,
- орден Црвене заставе за рад 1939. године,
- двоструки носилац ордена Црвене звезде 1933 и 1967. године,
- орден Суворова II степена 1944. године,
- орден Суворова I степена 1945. године,
- орден Пољски витешки крст II степена команданата.

## Медаље
- за одбрану Москве 1943,
- за победу над Немачком 1945,
- за пожртвован рад у Великом отаџбинском рату 1946,
- обележавање 800-годишњице Москве 1948,
- за победу над Јапаном 1945,
- 20 година Црвене армије 1938,
- 30 година Совјетске Армије 1948,
- 40 година Совјетске Армије 1958,
- 50 година Совјетске Армије 1968,
- 20 година победе у Великом отаџбинском рату 1965,
- 30 година победе у Великом отаџбинском рату 1975,
- за пожртвован рад-поводом 100 година од рођења Лењина 1970,
- ветеран Оружаних снага Совјетског Савеза 1976. године,
- Златна медаља ФАИ за Авијацију.

## Признања
- посланик врховног совјета Совјетског Савеза од 1937 до 1970. године,
- генерал-пуковник Техничке службе-инжењерство 1967. године,
- академик Академије наука Совјетског Савеза 1968. година,
- подигнута су му два споменика у Москви и Вологду,
- Комплекс фабрика за пројектовање и производњу авиона у Москви носи његово име (рус. Авиационный комплекс имени С. В. Ильюшина).